# Olympisches Dorf (Peking 2008)
Das olympische Dorf Peking diente für rund 10.000 Athleten, 6.000 Trainern und Journalisten aus allen Nationen und Regionen als gemeinsame Unterkunft für die Olympischen Sommerspiele 2008 in Peking.
Das olympische Dorf befindet sich ganz in der Nähe der Hauptwettkampfstätten im Nordwesten der Stadt. Die 66 Hektar große Anlage umfasst ein Restaurant für bis zu 6.000 Gäste, eine Bücherei, eine Klinik, Schwimmbäder, Tennisplätze, Einkaufszentren und Cafés. Zudem befinden sich dort fünf Andachtsräume für Christen, Buddhisten, Muslime, Juden und Hindus. Zum Freizeitangebot gehören Karaoke, Tee-Zeremonien, Chinesisch-Sprachkurse und ein Internet-Café.
Die 42 Gebäude haben einen hohen Standard mit Aufzug, Klimaanlage und einigen ökologischen Elementen wie Solaranlagen, Regenwassernutzung und eigene Wasseraufbereitung. Auf diese Weise konnten ca. 60 Prozent des üblichen Energieaufwandes eingespart bzw. nachhaltig ersetzt werden.
Geschützt wird das olympische Dorf von einer Mauer und zwei Sicherheitszäunen. Jeder, der das Dorf betritt, muss sich ausweisen und sein Gepäck untersuchen lassen.
Nach den olympischen Spielen wurden die Wohnungen umgebaut und verkauft. Die Preise lagen bei 20.000 bis 30.000 Yuan pro Quadratmeter (umgerechnet 2130 bis 3200 Euro). Pro Wohnung macht dies knapp 355.000 bis 570.000 Euro, was selbst im boomenden Immobilienmarkt von Peking als viel gilt.